# Instituto Votorantim
O Instituto Votorantim foi criado em 2002 para direcionar os investimentos sociais das empresas do Grupo Votorantim. Atualmente, atua no campo da Responsabilidade Social Corporativa (RSC), estimulando internamente princípios e boas práticas de sustentabilidade em torno de uma causa comum: a juventude
Os programas voltados para a juventude são definidos como “rotas”. Criando rotas para o futuro, o Instituto apoia projetos sociais que oferecem aos jovens de 15 a 29 anos, oportunidades de desenvolvimento nos campos de Educação, Trabalho, Cultura e Esporte. Além disso, atua no fortalecimento de Direitos e no incentivo aos jovens talentos, que se destacam em seus diversos projetos, por meio do Programa Geração Atitude.